# Jacob Heinzerling
Jacob Heinzerling, auch Jakob Heinzerling (* 12. September 1846 in Siegen; † 19. April 1941 ebenda) war ein deutscher Heimat- und Mundartforscher des Siegerlands und Hochschullehrer.
Heinzerling war gemeinsam mit Hermann Reuter, dessen ehemaliger Realgymnasiallehrer er war,  Verfasser und Herausgeber des Siegerländer Wörterbuchs. Heinzerling war von 1911 bis 1924 Gründungsvorsitzender des Siegerländer Heimat- und Geschichtsvereins.
In seiner Heimatstadt Siegen wurde eine Straße nach ihm benannt.

## Werke
- Jakob Heinzerling und Hermann Reuter: Siegerländer Wörterbuch. 2. Auflage, neu bearbeitet von Hermann Reuter, herausgegeben von der Stadt Siegen, Forschungsstelle Siegerland, Verlag Vorländer Siegen, 1968.
- Die Namen der wirbellosen Thiere in der Siegerländer Mundart, 1879.
- Probe eines Wörterbuches der Siegerländer Mundart, 1891.
- Die Siedlungen des Kreises Siegen, 1920